# Фойница (община)
Община Фойница (босн. и хорв. Opština Fojnica, серб. Општина Фојница) — боснийская община, расположенная в Среднебоснийском кантоне Федерации Боснии и Герцеговины. Административным центром является город  Фойница.

## Население
По предварительным данным переписи в конце 2013 года население общины составляло 13 047 человек. По данным переписи населения 1991 года, в 55 населённых пунктах общины проживали 16 296 человек.